# 亞蘭·傅尼葉
亞蘭-傅尼葉（法語：Alain-Fournier，法語發音：[alɛ̃ fuʁnje]；1886年10月3日—1914年9月22日），法國作家、士兵。他最著名的作品是《大莫纳》（Le Grand Meaulnes）（1913年），被認為是法國文學經典，曾深深影響美國作家弗朗西斯·斯科特·菲茨杰拉德對大亨小傳的創作。